# Glinka (cratère)
Pour les articles homonymes, voir Glinka (homonymie).
Glinka est un cratère d'impact présent sur la surface de Mercure. 
Le cratère fut ainsi nommé par l'Union astronomique internationale en 2008 en hommage au compositeur russe Mikhaïl Glinka. 
Son diamètre est de 89 km. Il se situe dans le quadrangle de Beethoven (quadrangle H-7) de Mercure.